# Ramon Corbella i Llobet
Ramon Corbella i Llobet   (Vallfogona de Riucorb, 29 d'octubre de 1850 - Vic, 18 de desembre de 1924) va ser un canonge i historiador català.

## Biografia
Va cursar estudis al Seminari de Vic per començar la carrera eclesiàstica. En esclatar la tercera guerra carlina, s’allista a les files carlistes. El 28 d’agost de 1873 participa de la conquesta de Santa Coloma de Queralt com a comandant del Terç de Voluntaris de Nostra Senyora de Montserrat. Pels seus èxits militars, obté  la creu llorejada de Sant Ferran (31 de juliol de 1873) i la creu roja del mèrit militar de primera classe (17 de maig de 1874), i comandant (22 de juliol de 1875), en reconeixement de la presa de Molins de Rei.
Vers la tardor de 1875, quan les tropes isabelines ja tenen controlat el Principat, decideix exiliar-se a Cuba, on romandrà quatre anys, treballant com a professor de geografia a l’Escola Pia de Guanabacoa i exercint també la docència a Matanzas. El 1879 demana a Pere Colomer, bisbe de Vic, poder ser readmès al Seminari.
Corbella treballa durant trenta-set anys al servei del bisbat de Vic, sota les ordes dels bisbes Colomer, Josep Morgades i Josep Torras i Bages, escalant progressivament en la jerarquia eclesiàstica: rep el nomenament com a sacerdot (1881), vicesecretari de cambra del bisbe (1882), secretari de Santa Visita (1897) i canonge pontifici de la seu de Vic (1901). La seva estada al palau episcopal va acabar el 1916, amb la mort de Torras i Bages
Corbella també és autor de nombroses publicacions històriques, entre les quals destaca monografia local Lo nostre poble: antic aplec de notícies fahents per a l’Història de Vallfogona (1898). També du la seva firma l'estudi sobre L’Aljama dels juheus de Vic (centúries XIII y XIV), publicat el 1909; la sèrie d’articles Troballes d’arxiu: Nous datos sobre els cèlebres bandolers Rocaguinarda y Serrallonga publicats a La Veu de Montserrat (1912); i el manuscrit inèdit Mossèn Jacinto Verdaguer y Santaló, pbre.
A cavall dels segles XIX i XX, segons Josep Gudiol, la seva intervenció va ser decisiva per la formació del Museu Arqueològic de Vic. Corbella també va participar en missions per a la restauració del monestir de Ripoll, consagrat el primer de juliol de 1893, i en la preparació per l'Exposició Universal de Barcelona de 1888, per la qual obtingué 300.000 pessetes dels cubans d’origen català.
Ramon Corbella va morir a Vic el 18 de desembre de 1924. Actualment, té una plaça dedicada a Vallfogona de Riucorb, i des de 1885 també un monòlit dedicat a la seva figura.

## Divulgació de Francesc Vicent Garcia
Durant aquest període, escriu obres dues obres històriques de gran importància per la seva natal. La publicació d’El Rector de Vallfogona i els seus escrits (1889) va contribuir decisivament a prestigiar la poesia de Francesc Vicent Garcia. A més de presentar una selecció de les seves peces, l’obra explica els principals episodis de la seva vida i la repercussió editorial que va tenir la seva obra. Maria Mercè Miro destaca que «refutà amb energia la part escatològica-anecdòtica que plana sobre Francesc Vicent Garcia (...); li conferí, amb realisme, una certa dignitat basada en fets documentats, en un intent ben lloable de rescatar-lo del xaronisme i el mal gust que tant l’havien perjudicat».
A més d’escriure aquesta obra, que esdevindria de referència per tots els estudiosos posteriors sobre el Rector de Vallfogona, Corbella va recaptar diners per construir un monument al poeta a la seva vila natal (1920). El dos de setembre de 1923, amb motiu dels 300 anys de la mort de Francesc Vicent Garcia, Corbella va presidir la processó amb la qual fou donat al poble el relleu en bronze destinat al monument del famós rector.

## Obres
- El rector de Vallfogona i els seus escrits (1889; reedicions de 1902, 1912 i 1921)
- Lo nostre poble: antic aplec de notícies fahents per a l'Història de Vallfogona (1898; segona edició, ampliada, de 1913)
- L'Aljama de Juheus de Vic (centúries XIII y XIV) (1909)
- Troballes d'arxiu: Nous datos sobre els cèlebres bandolers Rocaguinarda y Serrallonga (1912)
- Mossèn Jacinto Verdaguer y Santaló, pbre. (inèdit)